# Ketambea vermiformis
Ketambea vermiformis là một loài nhện trong họ Linyphiidae.
Loài này thuộc chi Ketambea. Ketambea vermiformis được Alfred Frank Millidge & Anthony Russell-Smith miêu tả năm 1992.